# 27915 Ненсірайт
27915 Ненсірайт (27915 Nancywright) — астероїд головного поясу, відкритий 30 жовтня 1996 року.
Тіссеранів параметр щодо Юпітера — 3,182.